# آغا

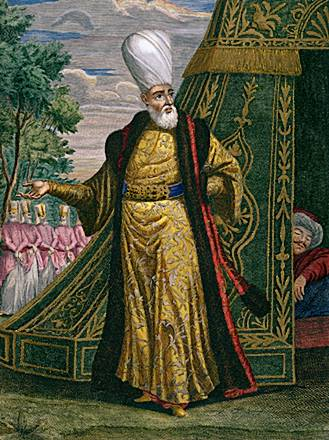

آغا أو أغا أو آغة من اللغة التركية ويعني سيد أو رئيس وهو لقب مدني وعسكري كان مستعملًا في عهد الدولة العثمانية.

## لقب عسكري
كان قادة مختلف التشكيلات العسكرية العثمانية يحملون هذا اللقب حيث نجد آغا الإنكشارية. وفي تونس في العهد العثماني نجد:
- آغا القصبة أو آغا باب القصبة وهو بالإضافة إلى كاهيته كان يتولى مهام قيادة الحامية العسكرية لقلعة قصبة تونس. وكان يعين في هذه المهمة مدى الحياة، وهو الذي يخلف الداي. وهو الذي كان يحتفظ بمفاتيح المدينة ليلًا، واستمر هذا التقليد إلى عام 1277 هـ / 1861 م
- آغا الديوان أو آغا الكرسي يعين لمدة ستة أشهر.

كما أنه أيضًا كان يطلق على أكابر قادة الجيش العثماني بمصر وحكام الأقاليم (وبالأخص المنحدرين من نسل عثمان) وفي مصر يعتبر لقب أغا من الألقاب المعروفة في عائلاتها والتي تعتبر هي أكبر العائلات عددًا في مصر وينحدرون من أصول عثمانية تركية. ومن المعروف ان الأسرة العلوية لمحمد علي باشا تعود لهذا اللقب حيث أنه كان يسمى محمد علي أغا بن إبراهيم أغا وعمه كان يسمى طوسون أغا والد الأمير حسين أغا والأمير عمر أغا حاكم البحيرة سابقاً ابن الخديوي عباس حلمي الأول والذي استقر بكوم حمادة وينحدر من نسله عائلة الأمير عمر أغا المنتشرة بأرجاء البحيرة والأخص كوم حمادة.

## لقب مدني
- كان لقب آغا يطلق على بعض موظفي قصر طوب قابي العثماني، إذ نجد: قيزلر آغاسي وقابي آغاسي.
- كما أن لقب آغا خان كان يطلق على زعيم الطائفة الشيعية الإسماعيلية. وهو من الألقاب التي تدل على الفخر ويجد من أخذ اللقب وهو ليس بتركي أو ما شابه.

## استعمالات أخرى
يستعمل لقب آغا كلقب عائلي في العديد من البلدان العربية ومن بينها فلسطين وتونس ومصر ولبنان وسوريا والعراق والجزائر. يمكن كتابة آغا بعدة طرق منها الأغا الآغا اغا لاغا بن آغة بن لاغة بلاغة لاغة ابن الاغة.
وهناك من العرب من لقبوا بالأغا وأصبح اسمًا لعائلتهم وبهذا أصبح لقب الآغا يدل على الجذور الأصيلة لأن انتساب الشخص لعائلة الآغا يرمز إلى القوة والسلطة وأصالة المنبع وهي عائلات غنية أبًا عن جد، ويرجع ذلك لنظام الإقطاعية الذي كان يمارس من الأسلاف.